# Final Resolution
Final Resolution er et pay-per-view-show inden for wrestling produceret af Total Nonstop Action Wrestling (TNA). Det er ét af organisationens månedlige shows og er blevet afholdt i december siden 2008. Fra 2005 til 2008 blev showet afholdt i januar, og der blev derved afholdt to shows i 2008. 

## Resultater

### 2009
Final Resolution 2009 fandt sted d. 20. december 2009 fra TNA Impact! Zone i Orlando, Florida.
- TNA World Tag Team Championship: British Invasion (Brutus Magnus og Doug Williams) (med Rob Terry) besejrede Motor City Machineguns (Chris Sabin og Alex Shelley)
- TNA Women's Knockout Championship: Tara besejrede ODB
- Kevin Nash, Sheik Abdul Bashir, Samoa Joe og Rob Terry besejrede Robert Roode, James Storm, Eric Young, Homicide, Kiyoshi, Cody Deaner, Jay Lethal og Consequences Creed
- Matt Morgan, Hernogez, D'Angelo Dinero og Suicide besejrede Rhino, Jesse Neal og Team 3D (Brother Ray og Brother Devon)
- Bobby Lashley besejrede Scott Steiner i en last man standing match
- Abyss og Mick Foley besejrede Raven og Dr. Stevie i en Foley's funhouse rules match
- Kurt Angle besejrede Desmond Wolfe i en three degrees of pain match
- TNA World Heavyweight Championship: A.J. Styles besejrede Daniels

### 2010
Final Resolution 2010 fandt sted d. 5. december 2010 fra TNA Impact! Zone i Orlando, Florida.
- Beer Money, Inc. (James Storm og Robert Roode) besejrede Ink Inc. (Jesse Neal og Shannon Moore)
- Tara besejrede Mickie James i en falls count anywhere match
- TNA X Division Championship: Robbie E besejrede Jay Lethal via diskvalifikation
- Rob Van Dam besejrede Rhino i en first blood match
- TNA Television Championship: Douglas Williams besejrede A.J. Styles
- TNA World Tag Team Championship: Motor City Machine Guns (Alex Shelley og Chris Sabin) besejrede Generation Me (Max og Jeremy Buck)
- Abyss besejrede D'Angelo Dinero i en casket match
- Jeff Jarrett besejrede Samoa Joe i en submission match
- TNA World Heavyweight Championship: Jeff Hardy besejrede Matt Morgan i en no disqualification match
  - Mr. Anderson var dommer i kampen.

| Sport | Spire Denne artikel om sport er en spire som bør udbygges. Du er velkommen til at hjælpe Wikipedia ved at udvide den. |